# Pendjab (Inde)
Pour les articles homonymes, voir Pendjab.
Le Pendjab (en pendjabi (gurmukhi) : ਪੰਜਾਬ, Pañjāb, /pənˈdʒaːb/ ; en hindi : पंजाब ; en anglais : Punjab) est un État du nord-ouest de l'Inde. Le Pendjab est bordé à l'est par le Himachal Pradesh, au sud par le Haryana, le territoire de Chandigarh, au sud-ouest par le Rajasthan et à l'ouest par la province pakistanaise du Pendjab. La capitale de l'État est Chandigarh, un territoire et également la capitale du Haryana.
Lors de la partition des Indes en 1947, la province du Pendjab du Raj britannique a été divisée entre l'Inde et le Pakistan. En 1966, le Pendjab indien a été de nouveau divisé en trois États : le Himachal Pradesh et le Haryana, hindiphones, et le Pendjab actuel, panjabiphone et à majorité sikhe. Ses villes principales sont Amritsar et Ludhiana.
L'agriculture est le principal secteur économique du Pendjab, il est le plus gros producteur de blé en Inde. Un nombre considérable de Pendjabis ont émigré dans de nombreux pays, plus particulièrement au Royaume-Uni, au Canada, aux États-Unis et en Australie.

## Étymologie
Le mot « Pendjab » est une combinaison des mots indo-iraniens: پنج panj (cinq) et آب āb (eau). Pendjab signifie donc « (pays des) cinq rivières ». Ces cinq rivières sont la Beas, le Sutlej, le Ravi, la Chenab et la Jhelum. En anglais, le Pendjab est appelé Punjab ou the Punjab.

## Géographie
Le Pendjab est situé dans le nord-ouest de l'Inde et a une superficie de 50 362 km2. Il est bordé à l'ouest par le Pakistan, au nord par le Jammu-et-Cachemire, au nord-est par l'Himachal Pradesh et au sud par l'Haryana et le Rajasthan.
La majeure partie du Pendjab occupe une plaine alluviale fertile parcourue par de nombreuses rivières et un important réseau de canaux d'irrigation. Au nord-est de l'État se trouve la chaîne montagneuse du Shivalik, qui forme les contreforts de l'Himalaya, tandis que dans le nord de l'État, le district de Pathankot se situe sur les premières collines de l'Himalaya. L'altitude moyenne est de 300 m, allant de 180 m au sud-ouest jusqu'à plus de 900 m à la frontière nord avec le Jammu-et-Cachemire et l'Himachal Pradesh.
Le Pendjab est classé dans les zones sismiques II (faible risque) à IV (haut risque).

### Climat

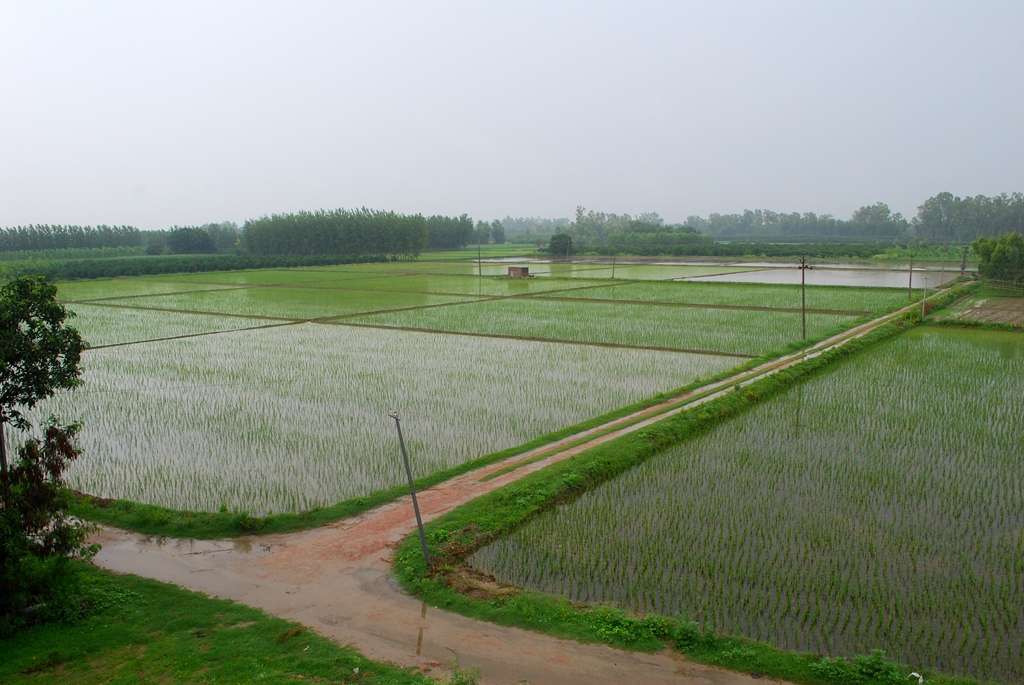
Un champ au Pendjab pendant la mousson.

Le climat du Pendjab se caractérise par des températures extrêmement chaudes en été et froides en hiver : de 2 °C à 40 °C, mais pouvant atteindre 47 °C au plus chaud de l'été et descendre jusqu'à 0 °C en hiver.
La zone du nord-est de l'État, près des collines de l'Himalaya, reçoit de fortes chutes de pluie alors que le climat au sud-ouest est semi-aride, se mêlant en partie avec le désert du Thar. Les précipitations annuelles moyennes sont de 960 mm dans les collines à 460 dans la plaine.
Le Pendjab compte trois saisons :
- l'été, d'avril à juin, quand les températures peuvent atteindre 40 °C ;
- la mousson, de juillet à septembre, où tombe la majorité des pluies ;
- l'hiver, de décembre à février, quand les températures peuvent descendre jusqu'à 2 °C.

### Environnement

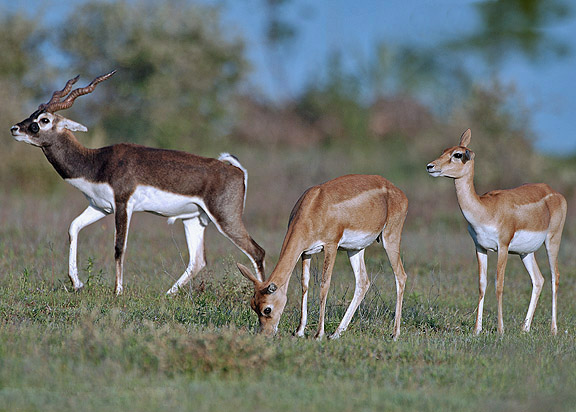
Antilopes mâles et femelles.

Il n'y a presque plus de forêts naturelles dans les plaines du Pendjab, les rares forêts qui sont parvenues jusqu'à aujourd'hui sont d'anciennes réserves de chasse de la principauté de Patiala (est du Pendjab). Les collines du Shivalik, situé dans le nord-est de l'État forment la région la plus riche en matière de biodiversité
Le Pendjab compte de nombreuses zones humides, zones protégées ou parcs zoologiques, notamment la Zone humide nationale de Hari-Ke-Pattan, la Réserve de faune sauvage de Harike, près de Tarn Taran Sahib, la Zone humide de Kanjli, la Zone humide de Kapurthala Sutlej, le Parc zoologique de Ropar.
En 2007, une population subsistante de dauphins de l'Indus a été découverte dans la zone humide de Harike. Il s'agit d'un cétacé d'eau douce rare et menacé d'extinction, qui était auparavant considéré comme disparu de la région entre les XIXe et XXe siècles.
Les rivières du Pendjab abritent des crocodiles et on trouve des chameaux (dromadaires) dans les zones arides. Le cobra est un animal fréquent.
Le Pendjab a désigné l'autour à ailes grises, l'antilope cervicapre et le sesham comme oiseau, animal et arbre officiels de l'État.

## Population

### Démographie
Selon le recensement de 2011, la population du Pendjab s'élève à 27 743 338 habitants, dont 14 639 465 hommes et 13 103 873 femmes.
Le taux d'alphabétisme est de 75 % (80,23 % pour les hommes, 68,36 % pour les femmes).
Le Pendjab est un État avant tout agricole et 66 % de sa population vit en zone rurale[réf. nécessaire].
Les Dalits représentent 28,3 % de la population, la plus haute proportion des États indiens.

### Religions

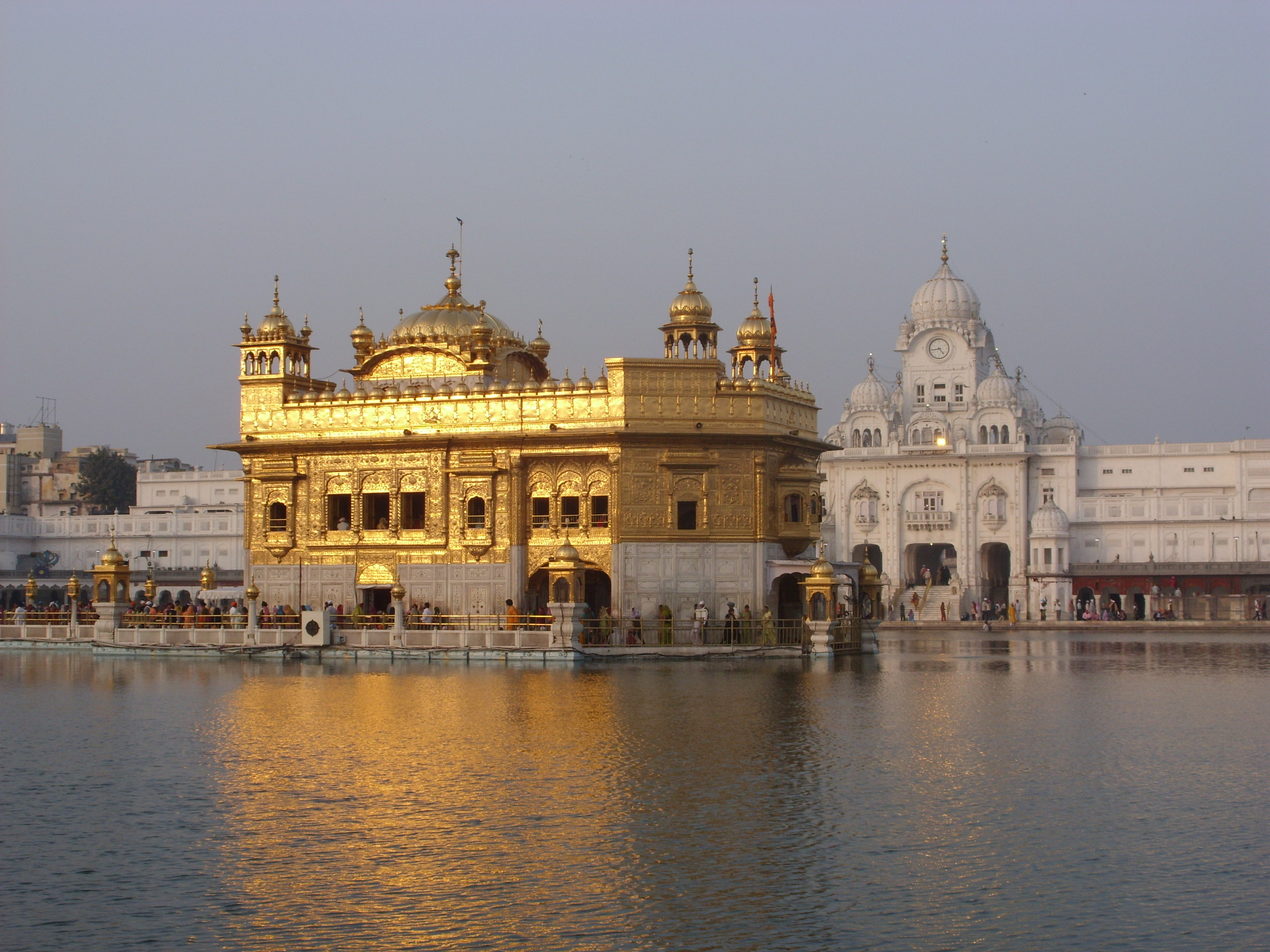
Le Temple d'Or à Amritsar est le principal lieu saint du sikhisme.

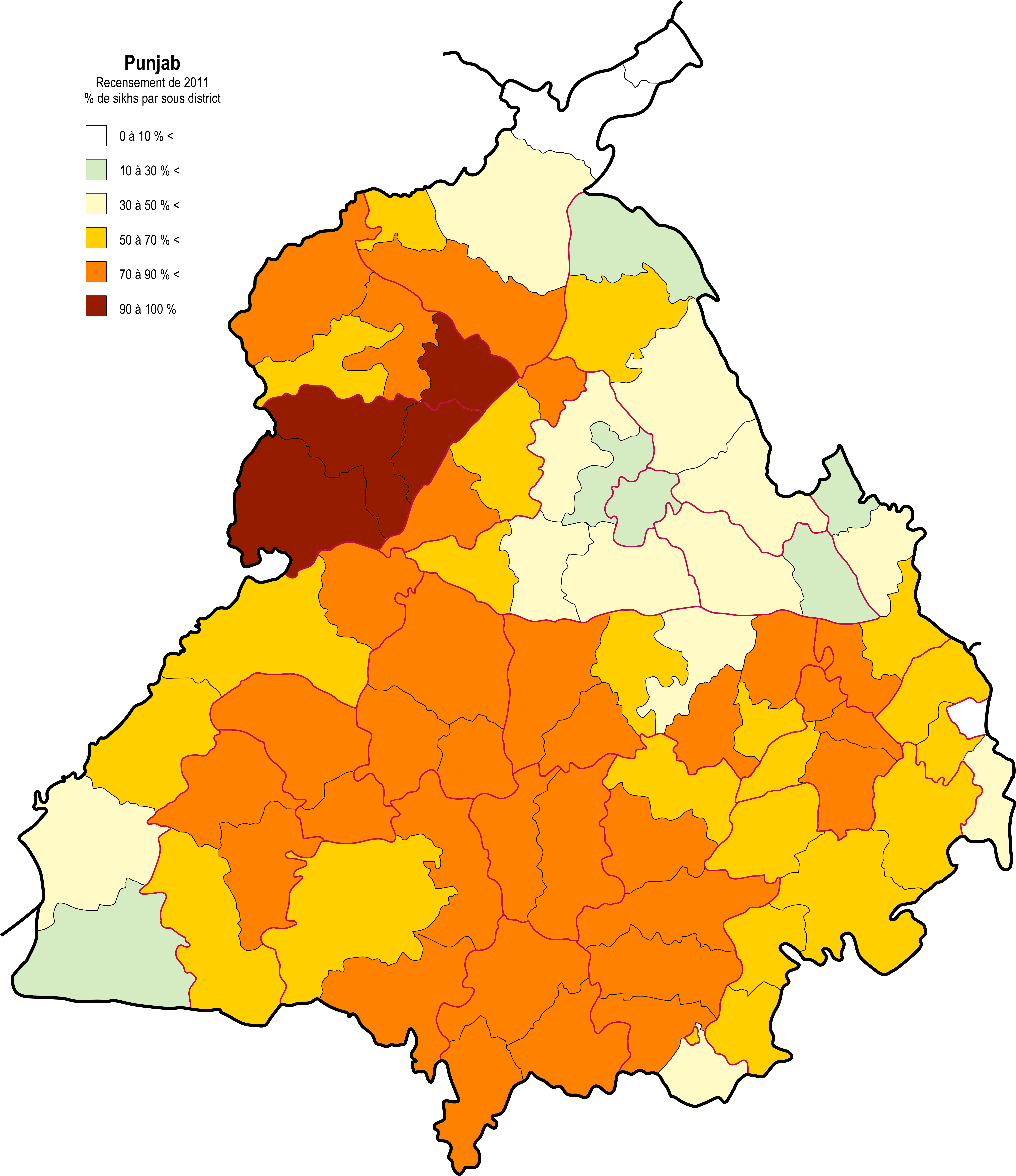
Pendjab indien : % de sikhs par sous district selon le recensement indien de 2011.

Le sikhisme est la religion majoritaire au Pendjab : 60 % des Pendjabis sont sikhs et on trouve un gurdwara dans pratiquement chaque ville et chaque village de l'État. Le principal lieu saint du sikhisme, Harmandir Sahib est situé à Amritsar. La ville abrite également le Shiromani Gurdwara Parbandhak Committee, la plus haute autorité religieuse sikhe, et l'Akal Takht, le siège temporel de la Khalsa, la communauté des sikhs baptisés.
L'hindouisme est la deuxième religion du Pendjab, pratiquée par 37 % de la population. Présents dans l'ensemble de l'État, les hindous sont néanmoins particulièrement nombreux voire majoritaires dans la région dite du Doab, ou Bist Doab (interfluve du Beas et du Sutlej), autour de Jalandhar. Le district de Pathankot et ses environs, dans le piémont himalayen, se démarque aussi par cet aspect démographique. 
Les autres principales religions du Pendjab sont l'islam (1,53 % de la population), le christianisme (1,21 %), le bouddhisme (0,17 %) et le jaïnisme (0,16 %).

### Langues
Le pendjabi, écrit en écriture gurmukhi, est la langue officielle de l'État. Le pendjabi est parlé en Inde mais également au Pakistan, dans la province du Pendjab pakistanais, et dans le monde entier en raison de l'importante émigration de Pendjabis, notamment au Royaume-Uni, en Amérique du Nord et en Australie.

## Histoire
En 1947, la partition de l'Inde britannique découpe entre l'Inde et le Pakistan ce qui était précédemment la province du Pendjab. La partie occidentale, peuplée majoritairement de musulmans, revient au Pakistan et forme la province du Pendjab pakistanais, tandis que la partie orientale, majoritairement sikhe et hindoue, revient à l'Inde. Cette partition provoque d'importants déplacements de population et des massacres entre communautés.
Plusieurs petits États princiers, dont celui de Patiala, intègrent aussi l'Inde et en 1950, deux États pendjabis sont créés : le Pendjab proprement dit, sur le territoire de l'ancienne province, et l'Union des États de Patiala et du Pendjab oriental (PEPSU) qui regroupe les anciens États princiers. En 1956, le PEPSU est réuni au Pendjab, tandis que plusieurs districts himalayens sont intégrés dans le nouvel État d'Himachal Pradesh. La capitale de l'ancienne province, Lahore, étant maintenant en territoire pakistanais, une nouvelle capitale, Chandigarh, est construite. Enfin, le 1er novembre 1966, la moitié sud-est, majoritairement hindoue et hindiphone, devient un État à part entière, l'Haryana. Ce qui reste du Pendjab est un État majoritairement sikh et panjabiphone. Chandigarh, qui se trouve maintenant à la frontière des deux États, accède au statut de territoire de l'Union et sert de capitale aux deux États du Pendjab et de l'Haryana.
Pendant les années 1970, la Révolution verte accroit la productivité agricole du Pendjab, devenu l'un des États les plus riches de l'Inde. Dans les années 1980, des nationalistes sikhs réclament la création d'un État indépendant, appelé Khalistan mais le mouvement est militairement réprimé par le gouvernement d'Indira Gandhi (Opération Blue Star). La période qui s'ensuit, jusqu'au début des années 2000, est marqué par d'importants affrontements localisés entre forces sécessionnistes et pro-gouvernementales, entraînant le Pendjab dans un déclin économique certain.

## Gouvernement et politique
Comme les autres États indiens, le Pendjab est gouverné par un ministre en chef et un gouvernement responsables devant l'Assemblée législative. Celle-ci compte 117 députés élus au suffrage universel direct pour un mandat de cinq ans.
La vie politique pendjabie a été longtemps dominée par le Congrès national indien et le Shiromani Akali Dal (SAD), un parti religieux sikh allié avec le BJP. Depuis le 16 mars 2022, le ministre en chef est Bhagwant Singh Mann, du parti Aam Aadmi qui détient la majorité absolue à l'Assemblée législative du Pendjab.
Le gouverneur du Pendjab, nommé par le gouvernement central, est Banwarilal Purohit depuis 2021.
La capitale du Pendjab est Chandigarh. Depuis la division de l'État en 1966 elle a la particularité de ne plus être située sur le territoire du Pendjab mais de constituer un territoire de l'Union administré par le gouvernement central. Elle est également capitale de l'Haryana.

### Subdivisions

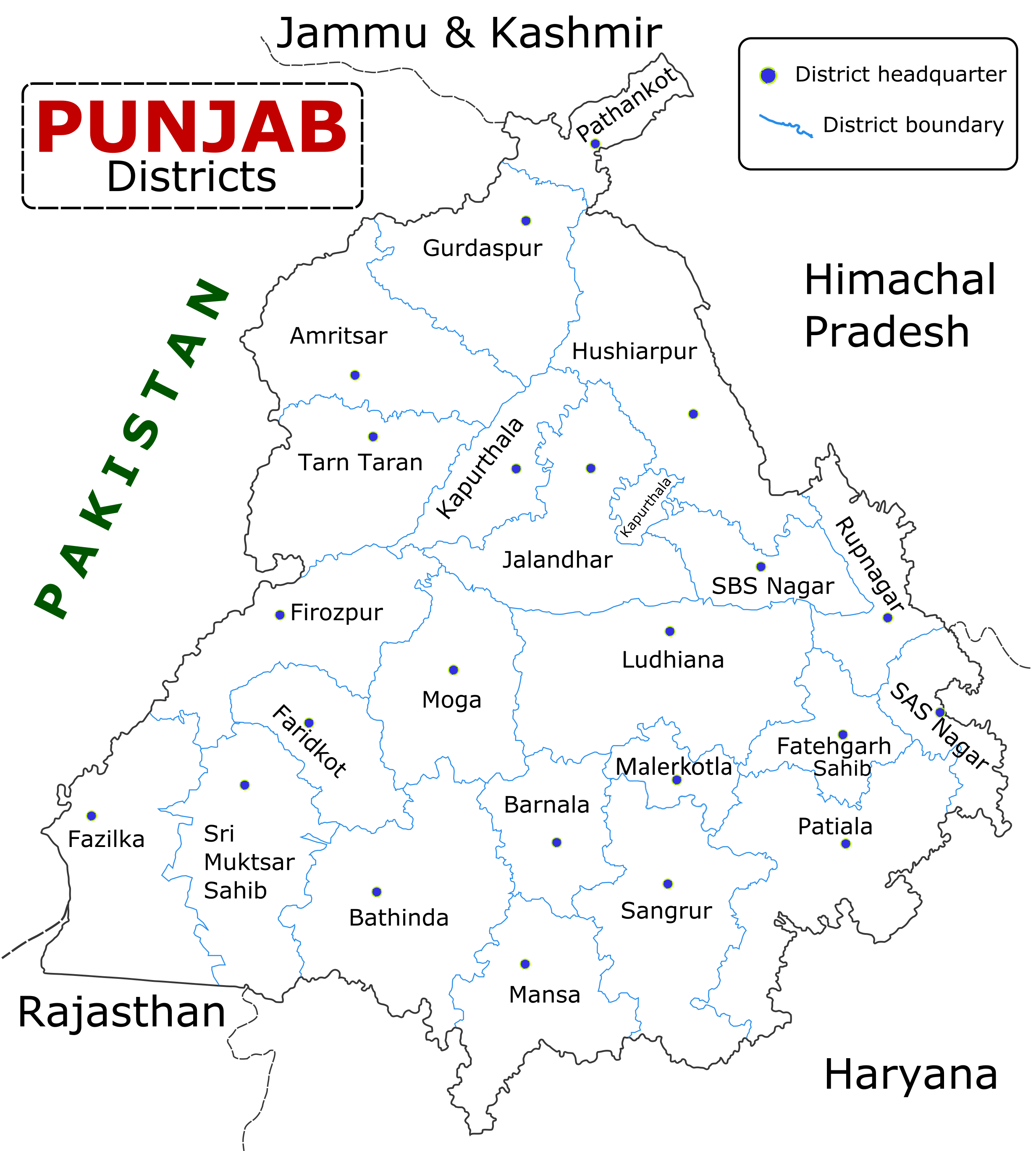
Carte des districts du Pendjab.

Depuis juillet 2011, le Pendjab est divisé en 22 districts et quatre divisions :
| Division              | Districts                                                                                                 |
| --------------------- | --- |
| Division de Firozpur  | Fazilka, Firozpur, Moga, Muktsar                                                                          |
| Division de Faridkot  | Bathinda, Faridkot, Mansa                                                                                 |
| Division de Patiala   | Fatehgarh Sahib, Ludhiana, Rupnagar, Patiala, Sangrur, Barnala, Mohali                                    |
| Division de Jalandhar | Jalandhar, Hoshiarpur, Amritsar, Gurdaspur, Kapurthala, Shaheed Bhagat Singh Nagar, Pathankot, Tarn Taran |

L'État compte 22 cités et 157 villes. Les agglomérations les plus importantes sont Ludhiana, Moga, Jalandhar, Nawanshahr, Amritsar, Patiala, Ajitgarh, Bathinda.

## Économie
L'économie pendjabie est avant tout agricole : il s'agit d'une des régions les plus fertiles au monde et l'État est souvent surnommé le « grenier de l'Inde ». La principale production est celle du blé : le Pendjab produit 19,5 % du blé indien. Il produit également 10,3 % du coton et 11 % du riz du pays. Le Pendjab produit ainsi à lui seul 2 % du blé mondial, 1 % du riz et 1 % du coton. Les autres cultures concernent la canne à sucre, le millet, le maïs et l'orge.
En raison de sa richesse agricole, le Pendjab est souvent considéré comme l'État indien proposant la meilleure qualité de vie. Il est l'État le moins touché par la faim.
Le Pendjab dispose d'infrastructures développées par rapport au reste du pays,.
Le modèle agricole du Pendjab est source d'une forte pollution. Le riz et le blé sont cultivés sur les mêmes champs au Pendjab et les tiges de blé sont brûlées sur des millions d'hectares avant de semer le blé. L'État consomme également 223,46 kg d'engrais par an et par hectare, contre 90 kg pour la moyenne indienne. L’utilisation massive de pesticides lui vaut de présenter l’un des taux de cancer les plus élevés d'Inde. Une étude de 2017 a révélé d’importantes traces d’uranium et d’autres éléments toxiques lourds dans des échantillons d’eau potable.
En outre, une étude publiée en 2020 par l’université agricole du Pendjab indique que les paysans du Pendjab sont endettés à hauteur de quatre fois leur revenu annuel. L’activité économique et les transports sont en partie paralysés en novembre 2020 à la suite d'un mouvement de grève conduit par les paysans. Ces derniers entendent protester contre la décision du Premier ministre Narendra Modi de supprimer les prix minimaux garantis.
La productivité, traditionnellement très importante, est en chute en raison de la baisse de la fertilité du sol. La baisse du niveau des ressources en eau est également un sujet d'inquiétude,.

## Culture
En raison de la présence de communautés pendjabies émigrées à travers le monde, de nombreux éléments culturels du Pendjab sont souvent considérés en Occident comme représentatifs de la culture indienne en général.

### Cuisine
De nombreux plats présentés comme de la cuisine indienne à travers le monde sont en fait originaires du Pendjab. C'est par exemple le cas de la cuisine au tandoor (poulet tandoori) ou du paratha (pain plat), qui est au Pendjab souvent consommé fourré.
Le masala pendjabi est généralement fait à partir d'oignon, d'ail et de gingembre.

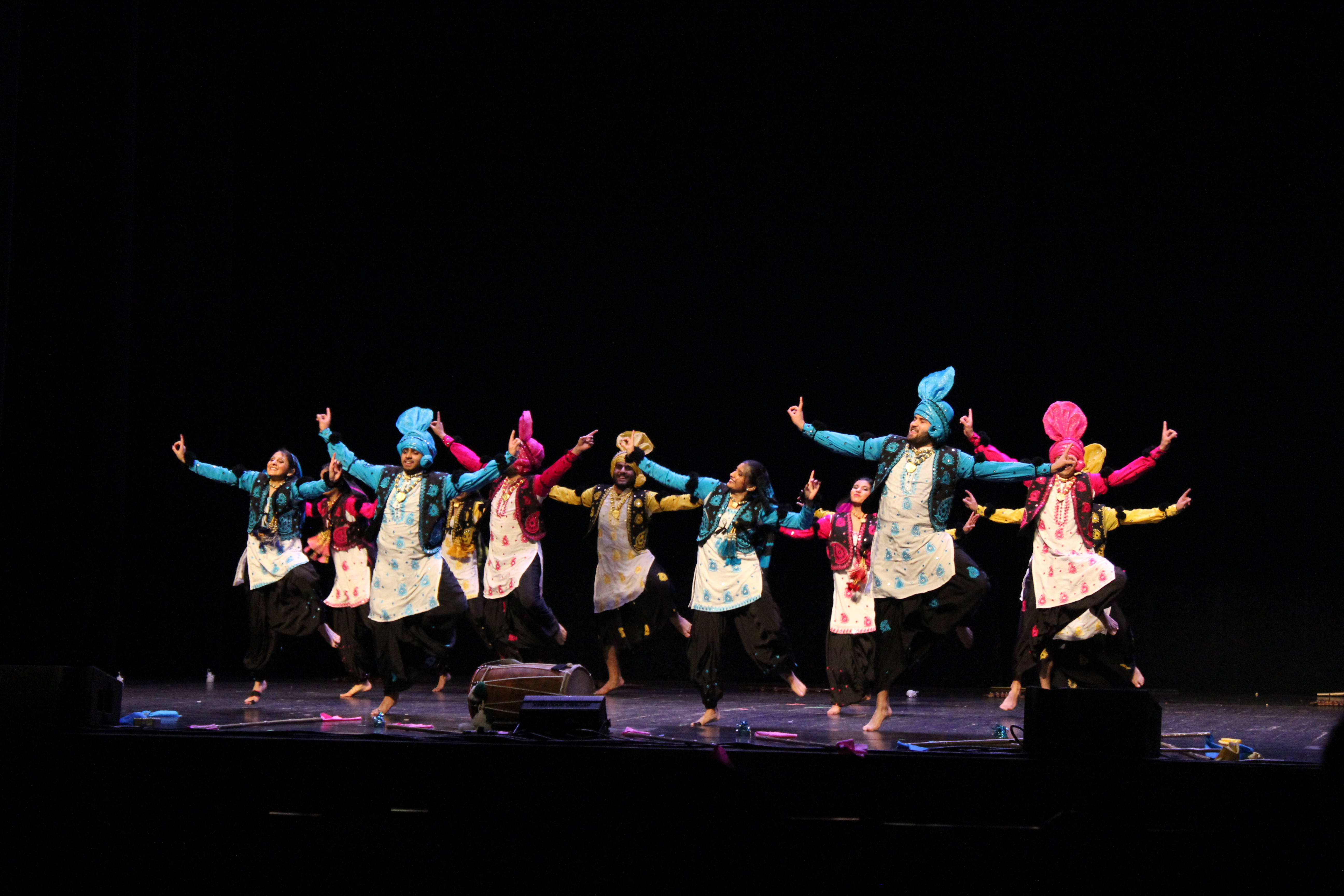
La performance bhangra

### Bhangra
Le bhangra (pendjabi : ਭੰਗੜਾ pɑ̀ŋɡɾɑ̀ː) est une forme de danse et de musique originaire du Pendjab.
À l'origine la danse bhangra est une danse populaire de fermiers pendjabis célébrant la saison des récoltes. Les mouvements spécifiques du bhangra reflètent la manière dont on cultive la terre. Cette danse a été popularisée par les communautés pendjabies au Royaume-Uni et aux États-Unis, où des compétitions sont organisées. 
Aujourd'hui le bhangra existe à travers le monde sous différentes formes : de la musique pop, des bandes originales de films ou des spectacles culturels.